# Tàngara de dors castany
El tàngara de dors castany (Stilpnia preciosa) és una espècie d'ocell passeriforme en la família Thraupidae.
És endèmica de l'Argentina, Brasil, el Paraguai i de l'Uruguai.
Habita els boscos temperats i degradats. S'alimenta principalment de fruits silvestres.
El mascle té la corona i el dors de color vermell ataronjat; el ventre celeste a grisenc i l'abdomen ocre; les plomes primàries són negres. La femella té el dors verd de diversos tons, la corona canyella i el ventre groc a blanc.